# Angela Richards
Angela Richards, född 18 december 1944 i London, är en brittisk skådespelare, mest känd i rollen som Monique Duchamps i TV-serien Hemliga armén.
Angela Richards har spelat in en CD-skiva, Au Café Candide, med sånger hon sjöng i rollen som Monique Duchamps på restaurang Le Candide i Bryssel i Hemliga armén.